# Zlata Ogněvič
Zlata Ogněvič (ukrajinsky Злата Огневич – Zlata Ohnevyč, rodným jménem Inna Leoniděva Bordjuh; * 12. ledna 1986 Murmansk) je ukrajinská zpěvačka. V květnu 2013 reprezentovala Ukrajinu na Eurovision Song Contest 2013 v Malmö, kde s písní „Gravity“ obsadila 3. místo.

## Život a kariéra
Narodila se do rodiny vojenského lékaře a učitelky v Murmansku, přístavu na ruském poloostrově Kola. Její otec pochází z jižní Ukrajiny, kam se i s rodinou přestěhoval – Zlata tak prožila většinu dětství ve městě Sudak na poloostrově Krym. Zde se jí také dostalo prvního hudebního vzdělání. Později začala studovat jazzový zpěv na Kyjevském hudebním institutu. Zlomovým bodem její kariéry bylo setkání s producentem Michaelem Nekrasovem. Od roku 2009 je Zlata redaktorkou ukrajinského Rádia Byznys (Бізнес радіо). Stala se vítězkou třetí řady reality-show Hvězda lidu (Народна зірка) a vystupovala na řadě ukrajinských i mezinárodních festivalů festivalů, mimo jiné na populárním Slovanském bazaru ve Vitebsku a na Krymském Music Festu 2011.

### Eurovize 2011 a 2012
Poprvé se Zlata pokusila o možnost reprezentovat Ukrajinu na Eurovision Song Contest v roce 2011 s písní „Tiny Island“, v národním kole se umístila ale pouze na pátém místě. O rok později zkusila své štěstí znovu s písní „The Kukushka“, ovšem v soutěži poznamenané řadou kontroverzí skončila druhá za Mikou Newton.

### Eurovision Song Contest 2013

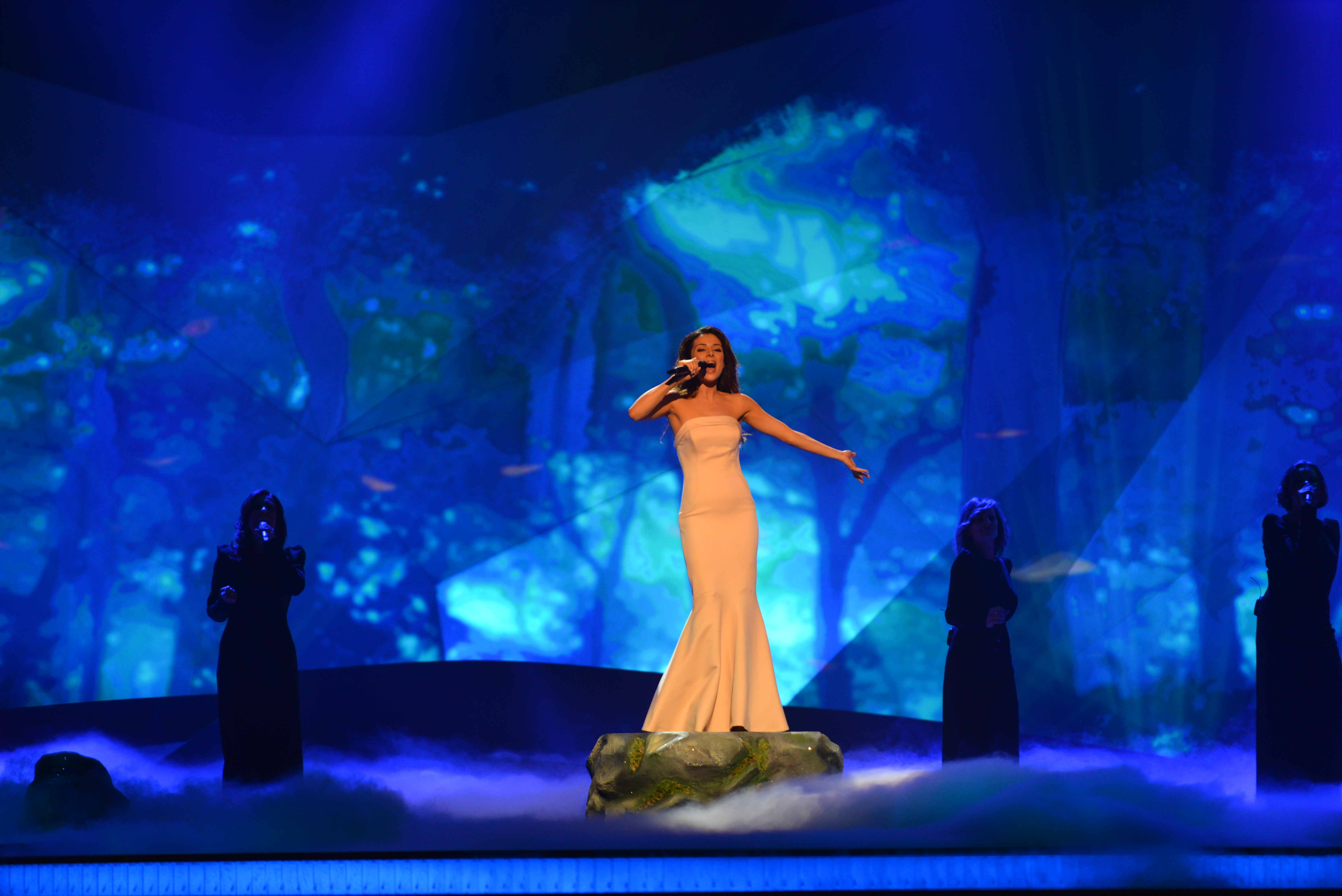
Zlata Ogněvič na Eurovision Song Contest 2013 v Malmö

Napotřetí se Zlata přihlásila do ukrajinského národního kola s písní „Gravity“, obdržela plný počet bodů od diváků i poroty a v květnu 2013 reprezentovala Ukrajinu na Eurovision Song Contest 2013 ve švédském Malmö. Po postupu ze semifinálového kola (3. místo se 140 body) ve finále obsadila opět třetí místo se ziskem 214 bodů. Obdržela nejvyšší dvanáctibodové ohodnocení z Arménie, Ázerbájdžánu, Běloruska, Chorvatska a Moldavska.

## Diskografie

### EP
- 2024: Tycha nič

### Singly
- 2010: „Tiny Island“
- 2010: „Pristrast'“
- 2011: „The Kukushka“
- 2013: „Gravity“
- 2013: „Za lisamy, horamy“
- 2014: „Ice and Fire“
- 2016: „Za litom, za vesnoyu“
- 2017: „Tantsiuvati“
- 2018: „Do Mene“
- 2023: „Janhol“
- 2024: „Kochaju“
- 2024: „Birdie“